# 石下駅

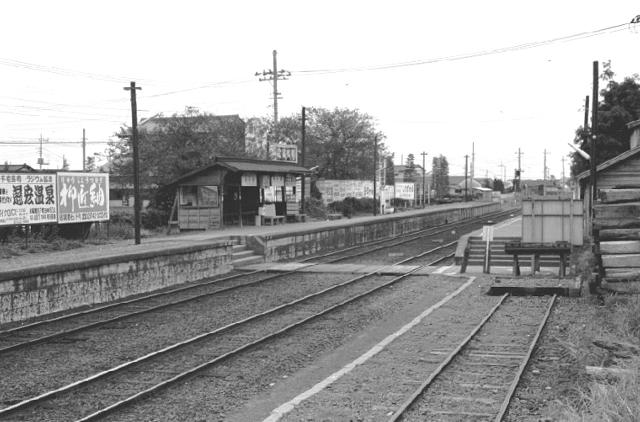
駅構内（1979年）

石下駅（いしげえき）は、茨城県常総市新石下にある関東鉄道常総線の駅である。
常総市（旧・石下町）の中心駅であり、石下地区中心市街地、常総市役所石下庁舎、常総市地域交流センター（豊田城）の最寄り駅である。

## 歴史
- 1913年（大正2年）11月1日：常総鉄道開業と同時に設置[1]。
- 1945年（昭和20年）3月30日：筑波鉄道（初代）との合併により、常総筑波鉄道の駅となる[1]。
- 1965年（昭和40年）6月1日：鹿島参宮鉄道との合併により、関東鉄道の駅となる[1]。
- 1991年（平成3年）10月20日：石下町のふるさと創生事業として駅舎を改築[2]。
- 2009年（平成21年）3月14日：ICカードPASMO供用開始[3][1]。
- 2010年（平成22年）9月1日：一部時間帯（10時から16時）が駅員無配置となる[1][4]。
- 2013年（平成25年）5月16日：駅員配置時間帯が縮小となり、7時から11時のみ駅員配置となる[5]。
- 2015年（平成27年）9月10日：常総水害の被害を受ける。復旧まで1か月を要した。
- 2021年（令和3年）9月11日：終日無人化[6]。

## 駅構造

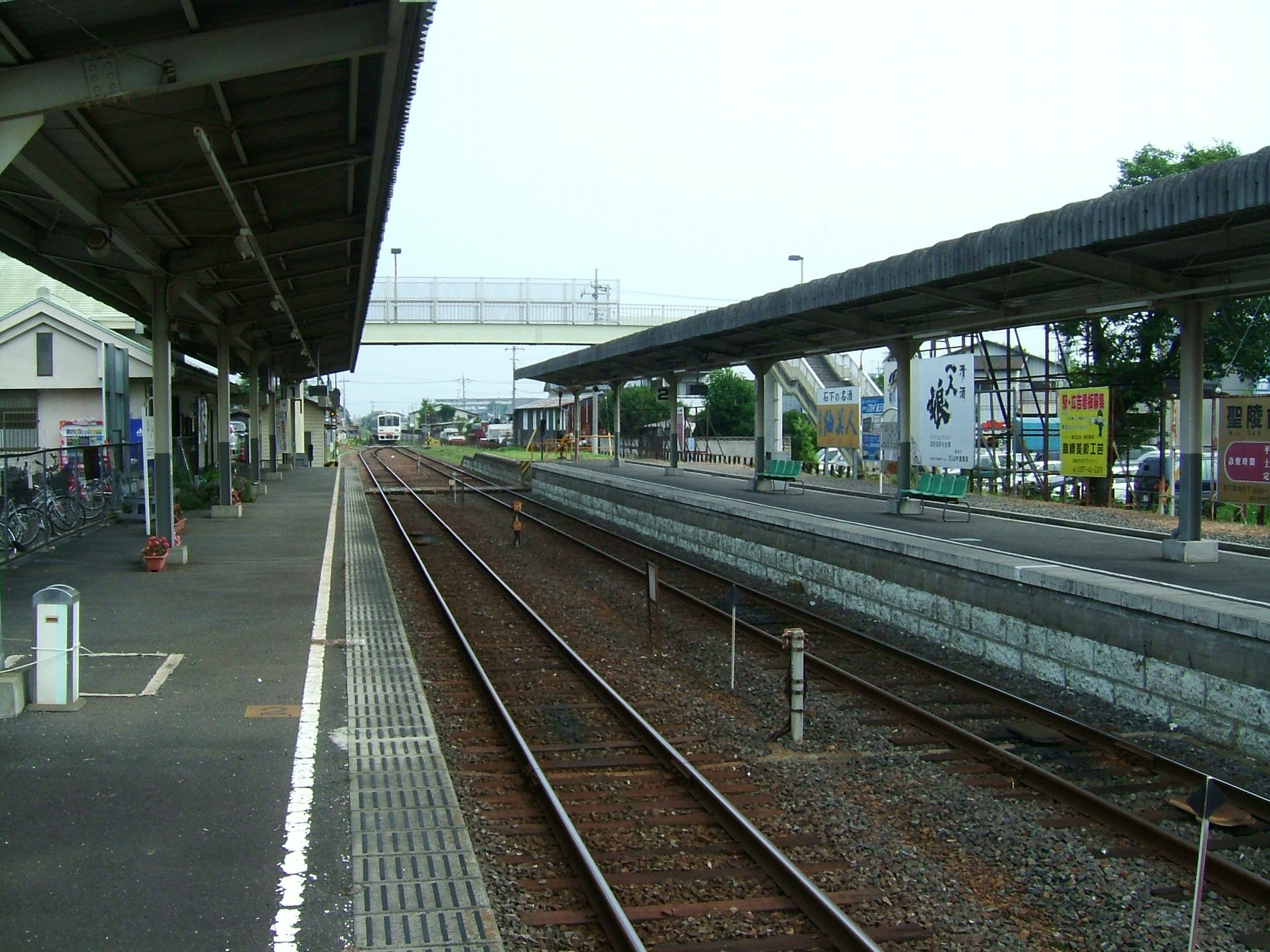
ホーム（2008年7月）

相対式ホーム2面2線の地上駅で列車交換が行われる。下館方に構内踏切がある。取手方面のホームは島式の形状になっているが、外側は現在使用されていない。なお、未使用部分に待避線を設け、快速列車の追い越しを可能にする計画がある。
出口は駅西側にしか無いが、東側とを結ぶ跨線橋が設置されている。
無人駅であり、インターホンにより水海道駅と通話可能。券売機設置（PASMO・Suicaチャージにも対応）。かつて駅舎内に売店があったが閉鎖され、跡地には自動販売機が設置されている。

### のりば
| 番線 | 路線    | 方向 | 行先                   |
| ---- | ------- | ---- | ---------------------- |
| 1    | ■常総線 | 下り | 下妻・下館方面         |
| 2    | ■常総線 | 上り | 水海道・守谷・取手方面 |

## 当駅における運行形態
- 上り（水海道・守谷・取手方面）
  - 日中は概ね1時間に1-3本の普通列車（取手行、一部守谷行）と、一部時間帯には快速列車が停車する。一部列車は、水海道乗り換え取手行も設定されている[注釈 1][8]。
- 下り（下妻・下館方面）
  - 日中は概ね1時間に2本の普通列車（下館行）と一部時間帯には快速列車が停車する[8]。

## 利用状況
2022年度の一日平均乗降人員は800人である。
近年の一日平均乗車人員の推移は下記のとおり。
| 推移 | 推移     | 推移     |
| 年度 | 乗車人員 | 乗降人員 |
| ---- | -------- | -------- |
| 2005 | 348      |          |
| 2006 | 381      |          |
| 2007 | 427      |          |
| 2008 | 455      |          |
| 2009 | 440      |          |
| 2010 | 433      |          |
| 2011 | 420      |          |
| 2012 | 433      |          |
| 2013 | 409      |          |
| 2014 | 418      |          |
| 2015 | 396      |          |
| 2016 | 414      |          |
| 2017 | 431      |          |
| 2018 | 448      |          |
| 2019 |          | 761      |
| 2020 |          |          |
| 2021 |          |          |
| 2022 |          | 800      |

## 駅周辺
当駅から西の鬼怒川にかけて東西300m、南北1km程度の狭い地域に石下市街地が広がり、金融機関や小規模な飲食店、商店などが点在する。駅徒歩圏には食品スーパーマーケットやホームセンターなども存在する。
駅に隣接してパークアンドライド用の駐車場が60台ほど用意されている。
- 常総ひかり農業協同組合（JA常総ひかり） 石下支店
- 常総市役所 石下庁舎
- 常総市地域交流センター（豊田城）
- 総合福祉センター
- 下妻消防署 石下消防分署
- 長塚節生家
- 石下郵便局
- 石下商店街
- コメリ
- メガセンタートライアル 石下店
- たいらや

## バス路線
関東鉄道（旧関鉄パープルバス）の路線が発着する。本数は極めて少ない。
- 関東鉄道
  - [19] つくばセンター経由土浦駅行き - 3往復
  - 下妻駅行き - 冬休みの平日のみ片道1便

土浦駅系統は2019年6月まで平日は4往復。かつては茨城観光自動車（茨観）の路線も発着し、駅前通りに独自の待合所を構えていた。現在待合所の建物は自転車預り所となっている。
鬼怒中学校前行きが運行されていたが、2024年3月31日に廃止された。
2024年（令和6年）4月より常総市のコミュニティバスであるJOY BUSの「玉・豊田ルート」「三妻・五箇ルート」「岡田・飯沼ルート」「北部通勤通学ライナー」が発着している。
また、全日本ロードレース選手権などが開催される時は筑波サーキット直行の無料送迎バスが発着する。

## 隣の駅
関東鉄道
■常総線
■快速
水海道駅 - 石下駅 - 下妻駅
■普通
南石下駅 - 石下駅 - 玉村駅

### 記事本文